# Gradiška (BiH)
Gradiška, prethodno poznata kao Bosanska Gradiška, grad je i općina u Bosni i Hercegovini, u Republici Srpskoj. Nalazi se u sjeverozapadnom dijelu Bosne i Hercegovine, obuhvaćajući Lijevče polje i Potkozarje, s površinom od 762 km². Rijekom Savom na sjeveru u dužini od preko 40 km graniči s Hrvatskom, općinama Novom Gradiškom i Novskom, s istočne strane s općinom Srbac, s juga najvećim dijelom s Laktašima i djelomično s gradom Banjom Lukom, a sa zapada i jugozapada bosanskodubičkom općinom i Prijedorom.

## Zemljopis
Proteže se uz rijeku Savu na sjeverozapadnom dijelu Bosne. Na suprotnoj, hrvatskoj strani Save, nalaze se Nova Gradiška i Stara Gradiška.

## Stanovništvo
Po posljednjem službenom popisu stanovništva iz 1991. godine, općina Bosanska Gradiška imala je 59.974 stanovnika, raspoređenih u 68 naselja.
| Stanovništvo općine Bosanska Gradiška |                  |                  |                  |
| godina popisa                         | 1991.            | 1981.            | 1971.            |
| Srbi                                  | 35.753 (59,61 %) | 32.825 (56,50 %) | 35.038 (65,39 %) |
| Muslimani                             | 15.851 (26,42 %) | 13.026 (22,42 %) | 12.688 (23,68 %) |
| Hrvati                                | 3417 (5,69 %)    | 3544 (6,10 %)    | 4415 (8,23 %)    |
| Jugoslaveni                           | 3311 (5,52 %)    | 7255 (12,48 %)   | 415 (0,77 %)     |
| ostali i nepoznato                    | 1642 (2,73 %)    | 1445 (2,48 %)    | 1025 (1,91 %)    |
| ukupno                                | 59.974           | 58.095           | 53.581           |

#### Bosanska Gradiška (naseljeno mjesto), etnički sastav
| Bosanska Gradiška  |                |                |                |
| godina popisa      | 1991.          | 1981.          | 1971.          |
| Muslimani          | 7188 (42,68 %) | 5033 (37,35 %) | 5377 (56,09 %) |
| Srbi               | 6502 (38,60 %) | 4251 (31,54 %) | 2911 (30,37 %) |
| Hrvati             | 781 (4,63 %)   | 730 (5,41 %)   | 808 (8,42 %)   |
| Jugoslaveni        | 1788 (10,61 %) | 3218 (23,88 %) | 306 (3,19 %)   |
| ostali i nepoznato | 582 (3,45 %)   | 243 (1,80 %)   | 183 (1,90 %)   |
| ukupno             | 16.841         | 13.475         | 9585           |

## Povijest

### Antika
Iako postoje naznake da se na mjestu današnje Gradiške nalazilo rimsko naselje Servitium, postoje dvojbe je li ono bilo smješteno na lijevoj ili desnoj obali Save. Međutim evidentno je da je položaj Stare Gradiške kroz povijest imao jaku stratešku važnost. Nedavan pronalzak očuvane keltske kacige iz doba latena (1. st. pr. Kr) na obali Save u naselju Donji Varoš samo podkrepljuje ove tvrdnje.
Prve tragove o ljudskoj naseljenosti na ovom području daju nam materijalni ostatci nekadašnjeg antičkog naselja Servitium u blizini Stare Gradiške. Iako je naselje prema Tabuli Peutingeriani ovo naselje bilo locirano na desnoj obali, ostaci navedenog antičkog lokaliteta pronađeni su u središtu trokuta šume Prašnik, što možemo protumačiti nekadašnjim meandriranjem rijeke Save. Antičko naselje nalazilo se na cesti koja je vodila od Siscije (Siska) prema istoku, a imalo je ulogu i manje postake (mutationes), koja je služila za izmjenu konja ili zaprega. Opsežnija istraživanja do sada nisu vršena, a tanki šumski pokrov i danas skriva brojne uzvišene humke koji sadržavaju fragmente crijepa, cigle, krovnih kanalica i podnih ploča.

### Slobodni kraljevski grad
Vrela je prvi put spominju 1295. pod imenom Donje Gradiške (mađ. Alsogradisca). To je darovnica ugarske kraljice, a u njoj je Donja Gradiška luka i prijelaz ka Vrbasu. Godine 1330. proglašena je slobodnim kraljevskim gradom. To je bila velika povlastica koju su gradovi zasluživali samo ako su bili od iznimne koristi državi. Na strateškoj važnosti gradiški prijelaz preko Save dobio je u drugoj plovici 15. stoljeća. Njime se dolazilo iz Slavonije do ugroženog Jajca, sjedišta Jajačke banovine. Osmanskim osvajanjem nimalo ne gubi na strateškoj važnosti. 1530-ih i 1540-ih Osmanlije su poduzele velike ofenzive, u čemu su prijelazi preko Save imali veliku ulogu, jer su preko njih u išli u ratne pohode po Srijemu i Slavoniji.:60.-61. U predosmanlijsko doba nazivala se Gradiškim Brodom i pripadala je gradu Gradiški s lijeve obale Save.

### Pod vlašću Osmanlija
Gradiška 1536. pada pod vlast Osmanlija. Od zauzimanja zbornim je mjestom osmanske vojske za pohode po zapadnoj Slavoniji. Gradiška se afirmirala kao važno naselje. Osmanlije su ga razvijale, sukladno s orijentalnom arhitekturom na objema obalama Save.:60.-61.

### Pod vlašću Habsburga i Austro-Ugarske
Godine 1691. Slavonija je oslobođena od Turaka. Mirom u Srijemskim Karlovcima granica je razdijelila slavonski od bosanskog dijela Gradiške. U oslobodilačkim akcijama Habsburške Monarhije i Gradiška na južnoj obali Save došla je u sastav Habsburške Monarhije. U sastavu bila od 1716. do 1739. godine, no nikad više dvije Gradiške nisu činile jednu cjelinu. Na starim zemljovidima sjeverna je bila Gradiška, a južna Turska Gradiška. U 18. stoljeću Osmanlije nisu napale sjevernu Gradišku. Aktivnu ulogu preuzela je habsburška država. Iz sjeverne Gradiške napadali su Habsburgovci osmansku Bosnu od 1716. do 1718. godine i od 1737. do 1739. godine. 1748. godine osnovana je Nova Gradiška 20 km dalje na hrvatskoj strani Save, pa se otad za naselje na savskoj obali upotrebljava naziv Stara Gradiška. Osmanlije su tad naselje s južne strane Save po novoj tvrđavi nazvali Berbir. Iz sjeverne Gradiške na osmansku Bosnu Habsburgovci opet su poduzeli napade 1788. i trajalo je to do 1790. godine. 1878. godine Austro-Ugarska zaposjela je Bosnu i Hercegovinu. Gradiška na južnoj obali Save nosila je ime Berbir do 1882., kada je Berbir službeno postao Bosanska Gradiška.:60.-61.

### 20. stoljeće
1918. postaje dio države Slovenaca, Hrvata i Srba, zatim Kraljevine Jugoslavije (Vrbaska banovina), NDH pa SFRJ (SRBiH).

### Bosna i Hercegovina
Postavši dio Republike Srpske, preimenovan je u Gradiška. Ustavni sud BiH 2004. vratio je ime.

## Kultura
Grafičar i kipar Ivan Ekert izradio je u Bosanskoj Gradiški spomenik kralju Petru i spomenik hrvatskom kralju Tomislavu.
U Bosanskoj Gradiški je djelovala udruga Hrvatski radiša koja se brinula za šegrte i kalfe glede službe. Djelovala i u Drugome svjetskom ratu.

## Naseljena mjesta
Adžići,
Berek,
Bistrica,
Bok Jankovac,
Bosanska Gradiška,
Brestovčina,
Bukovac,
Cerovljani,
Cimiroti,
Čatrnja,
Čelinovac,
Čikule,
Donja Dolina,
Donja Jurkovica,
Donji Karajzovci,
Donji Podgradci,
Dragelji,
Dubrave,
Elezagići,
Gašnica,
Gornja Dolina,
Gornja Jurkovica,
Gornja Lipovača,
Gornji Karajzovci,
Gornji Podgradci,
Grbavci,
Greda,
Jablanica,
Jazovac,
Kijevci,
Kočićevo,
Kozara,
Kozinci,
Krajišnik,
Kruškik,
Laminci Brezici,
Laminci Dubrave,
Laminci Jaružani,
Laminci Sređani,
Liskovac,
Lužani,
Mačkovac,
Mašići,
Mičije,
Miloševo Brdo,
Miljevići,
Mokrice,
Nova Topola,
Novo Selo,
Orahova,
Orubica,
Petrovo Selo,
Rogolji,
Romanovci,
Rovine,
Samardžije,
Seferovci,
Sovjak,
Srednja Jurkovica,
Šaškinovci,
Trebovljani,
Trnovac,
Trošelji,
Turjak,
Vakuf,
Vilusi,
Vrbaška i 
Žeravica

## Poznate osobe
- Branimir Župančić, hrvatski katolički svećenik, humanitarac, spasio mnoge živote proganjianih u ratu
- Drago Balvanović, hrvatski katolički svećenik, misionar u Peruu
- Alojzije Mišić, mostarsko-duvanjski biskup
- Radenko Milak, slikar
- Marko Marin, nogometaš
- Zvjezdan Misimović, nogometaš
- Vasa Čubrilović, povjesničar i političar
- Gojko Subotić, akademik i povjesničar umjetnosti
- Zorica Gregurić, hrvatska dragovoljka u Domovinskom ratu
- Ognjen Ožegović, nogometaš
- Omer Mujadžić, slikar